# Acmaeopidonia aerifera
Acmaeopidonia aerifera är en skalbaggsart som beskrevs av Friedrich F. Tippmann 1955. Acmaeopidonia aerifera ingår i släktet Acmaeopidonia och familjen långhorningar. Inga underarter finns listade i Catalogue of Life.